# Jan Evangelista Zelinka starší
Jan Evangelista Zelinka starší (17. února 1856, Praha – 25. ledna 1935, tamtéž) byl český hudební skladatel a pedagog.

## Život
Narodil se v hudební rodině. Jeho bratrem byl pražský ředitel kůru a skladatel Otakar Zelinka (1876–1938) a syn, Jan Evangelista Zelinka (1893–1969), se stal rovněž hudebním skladatelem, dokonce úspěšnějším než byl jeho otec.
Od dětských let zpíval v chrámových sborech. Vystudoval Varhanickou školu v Praze, kde byl žákem Františka Skuherského. Hral na varhany v řadě pražských kostelů. V roce 1894 se stal ředitelem kůru v chrámu Panny Marie Sněžné. Kromě toho vyučoval zpěv na středních školách.
Většinu jeho díla tvoří chrámová hudba. Mimo jiné zkomponoval na 30 mší. Byl zastáncem tradiční chrámové hudby v duchu ceciliánské reformy. Publikoval řadu teoretických prací z této oblasti, zejména v časopise Cyril a na přednáškách Obecné jednoty cyrilské. Za svou práci získal řadu vyznamenání církevních úřadů i papežský řád Pro ecclesia et pontifice. Věnoval se rovněž metodice výuky zpěvu na základních a středních školách.

## Dílo (výběr)
- Krátká česká mše ke cti slovanských apoštolů Cyrila a Metoděje
- Missa brevis op. 121
- Missa brevissima I. op. 27
- Missa brevissima II. op. 28
- Missa festiva
- Infantis Jesu op. 13
- 2 requiem
- 4 Te Deum
- cca 30 Pange lingua a mnoho dalších příležitostných skladeb
- Narození Páně (vánoční zpěvohra)
- Vonný dech vánoc (vánoční zpěvohra)
- Uvítání Ježíška (vánoční zpěvohra)
- 50 varhanních preludií op. 18
- Český varhaník
- Škola hry na harmonium
- Vánoce (klavírní cyklus)
- Z letního zátiší (klavírní cyklus)
- písně, školské kantáty, melodramy a další drobné skladby